# 瑞克·卡羅素
瑞克·约瑟夫·卡鲁索（英語：Rick Joseph Caruso，1959年1月7日—）是一位美国亿万富翁商人。 他是美国房地产公司Caruso的创始人兼首席执行官（CEO）。 他目前担任南加州大学董事会主席，曾担任洛杉磯警察委員會主席和水電委員會委员。原為共和党成员的卡鲁索，參選2022年洛杉磯市長選舉時，改變了他於民主黨的關係，成為了民主黨成員。 